# ينس بودن
ينس بودن (بالألمانية: Jens Boden)‏ هو متزلج سريع ألماني، ولد في 29 أغسطس 1978 في درسدن في ألمانيا.

## وصلات خارجية
- ينس بودن على موقع SpeedSkatingBase.eu (الإنجليزية)
- ينس بودن على موقع SpeedSkatingNews.info (الإنجليزية)
- ينس بودن على موقع SpeedSkatingStats.com (الإنجليزية)
- ينس بودن على موقع أوليمبيديا (الإنجليزية)